# 메리 크로스비

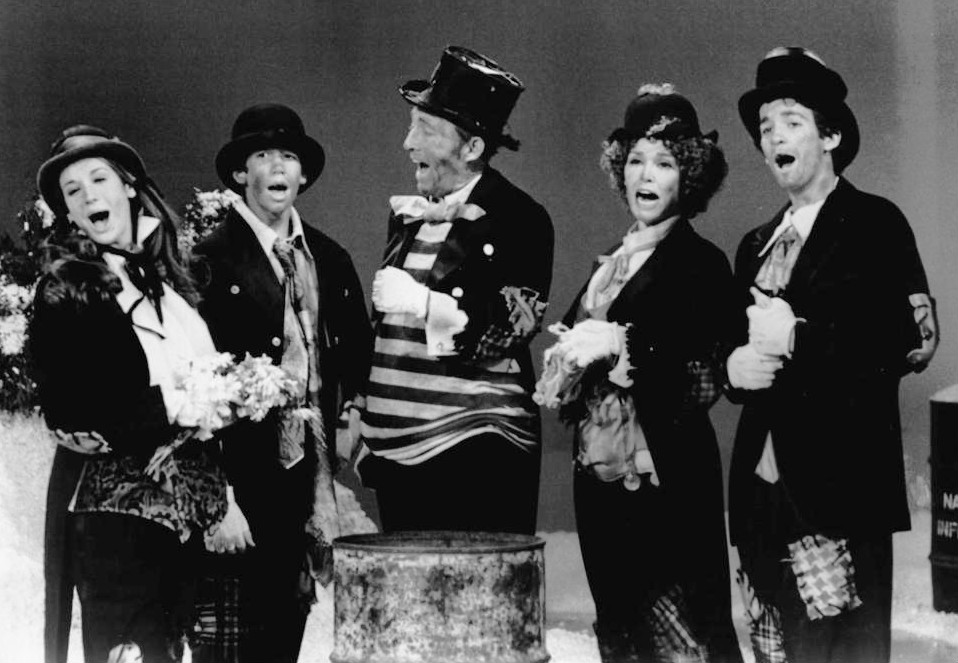

메리 크로스비(Mary Crosby, 1959년 9월 14일 ~ )는 미국의 텔레비전 배우, 배우, 영화배우, 연극 배우이다.
로스앤젤레스에서 태어났다.

## 영화
- 더 엠 워드 (2014년)
- 저스트 45 미니츠 프롬 브로드웨이 (2012년) - 샤론 쿠퍼 역
- 더 나이트 콜러 (1998년)
- 큐피드 (1997년)
- 베를린 특명 (1992년)
- 코포레이트 어페어 (1990년)
- 보디 케미스트리 (1990년)
- 비버리힐즈의 아이들 (1990년)
- 퀵커 댄 더 아이 (1989년)
- 이노센스 (1989년)
- 슈퍼 트릭 (1989년)
- 비디오테이프 대소동 (1988년)
- 크레이지 댄 (1986년)
- 요한 스트라우스 (1986년)
- 남과 북 2 (1986년)
- 특수공작원 아이언맨 (1984년)
- 우주 해적선 (1984년)
- 어느 남자의 고백 (1984년)
- 호텔 - 시리즈 (1983년)
- 더 폴 가이 (1981년)
- 달라스 (1978년)
- 사랑의 유람선 (1977년)